# Franz-Josef Conrad

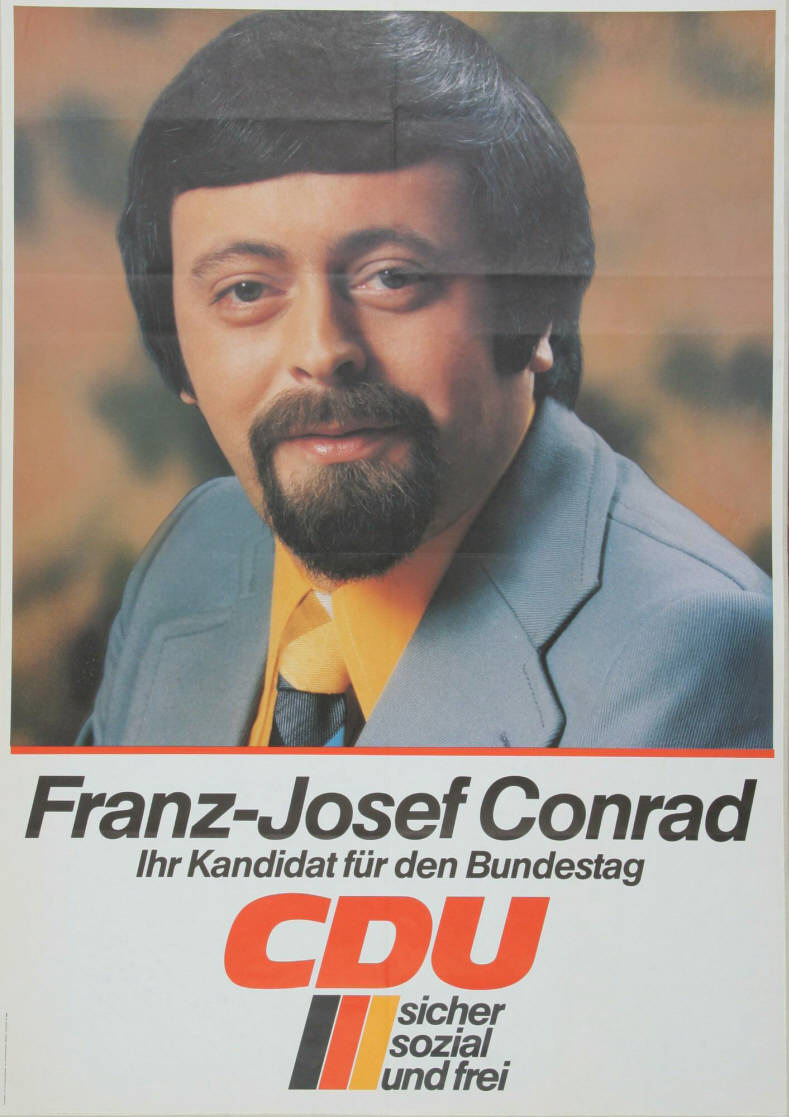
Kandidatenplakat Franz Josef Conrads zur Bundestagswahl 1976

Franz-Josef Conrad, auch Franz Josef Conrad (* 14. April 1944 in Riegelsberg, Saarland; † 12. September 1985 in Bonn), war ein deutscher Politiker (CDU).
Conrad besuchte von 1950 bis 1959 die Volksschule Riegelsberg. Im Anschluss absolvierte er von 1959 bis 1962 eine Schlosserlehre bei den Stahlwerken Röchling-Burbach. Dort war er bis 1976 beschäftigt. 
Seit 1961 war er Mitglied der Jungen Union, seit 1963 Mitglied der CDU. 1970 wurde er Mitglied des Landesvorstands der CDU und 1972 stellvertretender Landesvorsitzender.
Von 1974 bis 1977 war Conrad Mitglied des Gemeinderates von Riegelsberg. Von 1976 bis zu seinem Tode 1985 war er für die CDU Mitglied des Deutschen Bundestages. 1976 und 1980 wurde er über die Landesliste Saarland gewählt; 1983 konnte er das Direktmandat im Wahlkreis Saarbrücken II erringen. Für den verstorbenen Conrad rückte Doris Pack in den Bundestag nach.
Franz-Josef Conrad war verheiratet und hatte zwei Kinder.